# Los Fontanets II
Los Fontanets II és un jaciment arqueològic del Paleolític al terme municipal de l'Albagés, de la comarca de les Garrigues a la Província de Lleida.
Los Fontanets II consta d'un lloc d'habitació sense estructures. Aquest jaciment es troba en un context de vessant per explotació agropecuària. La zona està dedicada al cultiu en guaret d'ametllers i oliveres, alternats per bosc mediterrani. L'any 2003 es va dur a terme una prospecció arqueològica per veure l'afectació del projecte Pla Especial Urbanístic de Reserva del Sòl (PEURS) per a l'establiment del sistema de regadiu del canal Segarra-Garrigues. Aquesta prospecció va ser portada pel Grup d'Investigació Prehistòrica (G.I.P.) de la Universitat de Lleida, com a encàrrec de l'empresa Regs de Catalunya SA (REGSA). El resultat va ser la documentació de diversos jaciments arqueològics inèdits com aquest. Els resultats de la prospecció, anteriorment dita a Los Fontanets II es va detectar el conjunt de materials següents: Dos fragments de malacologia, un nucli de sílex, una ascla de sílex i una ascla de sílex retocada.